# لوفارکا چالکوفانز
لوفارچا چالکوفانز یک گونه شب‌پره (حشره) از خانواده برگ‌پیچان است که برای اولین بار توسط ادوارد مایریک در سال ۱۹۳۱ توصیف و بررسی شد. در هند، جزایر بیسمارک و سریلانکا یافت می‌شود.